# Demétrio de Faleros
Demétrio de Faleros ou Faleron (em grego:  Δημήτριος Φαληρεύς, transl. Dēmétrios Phalēreus; ca. 350 a.C. – 280 a.C.) foi um orador da Grécia Antiga, discípulo de Teofrasto e um dos primeiros peripatéticos, responsável por organizar a primeira coleção de fábulas mencionada pelos antigos, chamada de "Coletânea de Discursos Esópicos". Escreveu ainda extensivamente sobre temas de história, retórica e crítica literária.
Foi também um distinto estadista. Entre 317 e 307 a.C. regeu Atenas como único governante, nomeado pelo rei macedônio Cassandro, e, após uma reviravolta política, entre 298 e 296 a.C. foge de seus inimigos para Tebas e, finalmente, imigra para a corte de Alexandria. Ele introduziu importantes reformas no sistema jurídico enquanto mantinha o governo oligárquico pró-Cassandro. Ele não deve ser confundido com seu neto, também chamado Demétrio de Faleron, que provavelmente serviu como regente de Atenas entre 262 e 255 a.C., em nome do rei macedônio Antígono Gônatas.

## Vida
Segundo Diógenes Laércio e Cláudio Eliano, Demétrio era filho de Fanóstrato, um homem sem posição ou propriedade, e irmão do orador anti-macedônio Himereu. Demétrio não era nobre de nascimento e foi um dos serviçais da casa de Cônon, todavia conviveu com uma cidadã de família nobre chamada Lamia.
Ele foi educado, junto com o poeta Menandro, na escola de Teofrasto. Iniciou sua carreira pública por volta de 325 a.C., na época das disputas a respeito de Hárpalo, e logo adquiriu grande reputação pelo talento que exibia em falar em público. Ele pertencia ao partido pró-oligárquico de Focião; e agiu com o espírito desse estadista. Quando Xenócrates não conseguiu pagar o novo imposto sobre metecos (residentes estrangeiros) c. 322 a.C., e os atenienses o ameaçaram com a escravidão, ele só foi salvo (de acordo com uma história) quando Demétrio comprou sua dívida e pagou seu imposto.
Após a morte de Focião em 317 a.C., Cassandro colocou Demétrio à frente da administração de Atenas. Ele ocupou esse cargo por dez anos, instituindo extensas reformas legais. Os atenienses conferiram-lhe as mais extraordinárias distinções (quase todas revogadas após sua posterior expulsão de Atenas), e relatos apontam que ele erigiu de 300 a 1500 estátuas a si mesmo. No entanto, Demétrio era impopular com as classes mais baixas de atenienses e com facções políticas pró-democráticas, que se ressentiam das limitações que ele colocava na franquia democrática e o viam como pouco mais do que um governante fantoche pró-macedônio.
Ele permaneceu no poder até 307 a.C., quando o inimigo de Cassandro, Demétrio Poliórcetes capturou Atenas, e Demétrius foi obrigado a fugir. Alegou-se que durante o último período de sua administração ele se abandonou a todo tipo de excesso, e dizem que ele desperdiçou 1.200 talentos por ano em jantares, festas e casos de amor. Carístio de Pérgamo menciona que ele tinha um amante chamado Diógnis, de quem todos os meninos atenienses tinham ciúmes. Após seu exílio, seus inimigos planejaram induzir o povo de Atenas a lhe dar a sentença de morte, em consequência da qual seu amigo Menandro quase caiu vítima. Todas as suas estátuas, com exceção de uma, foram demolidas.
Após sua expulsão, ele se defendeu em seus textos como um exemplo de "rei-filósofo". Em 307 a.C., entrou brevemente em vigor em Atenas a lei de Sófocles, que subordinava a escolha da chefia das escolas filosóficas, pois foram associadas a tiranos e filomacedonismo; isso provavelmente foi motivado pela figura de Demétrio.
Demétrio foi primeiro para Tebas, e então (após a morte de Cassandro em 297 a.C.) para a corte de Ptolomeu I Sóter em Alexandria, com quem viveu por muitos anos nas melhores condições, e que dizem mesmo ter lhe confiado a revisão das leis de seu reino. Durante sua estada em Alexandria, ele se dedicou principalmente às atividades literárias, sempre apreciando a lembrança de seu próprio país.
Com a ascensão de Ptolomeu Filadelfo, Demétrio caiu em desgraça (ele aparentemente apoiou o candidato errado, Ptolomeu Cerauno), e foi enviado para o exílio no Alto Egito. De acordo com um relato, uma estátua em Memphis Sacará foi atribuída a ele. Ele teria morrido pela picada de uma serpente venenosa. Sua morte parece ter ocorrido logo após o ano 283 a.C.

## Legado

### Obras literárias
Demétrio foi o último entre os oradores áticos dignos do nome, após o que a atividade entrou em declínio. Suas orações foram caracterizadas como suaves, graciosas e elegantes, ao invés de sublimes como as de Demóstenes. Seus numerosos escritos, a maior parte dos quais ele provavelmente compôs durante sua residência no Egito, abrangeram uma ampla gama de assuntos, e a lista deles fornecida por Diógenes Laércio mostra que ele foi um indivíduo das mais extensos aquisições. Essas obras, que eram em parte históricas, em parte políticas, em parte filosóficas (por exemplo, Aisopeia, uma coleção de Fábulas Esópicas), e em parte poética, todos pereceram. O trabalho Sobre o Estilo (Περὶ ἑρμηνείας), que chegou sob seu nome, é a obra de um escritor posterior, c. século II d.C.

### Educação e artes
A performance da tragédia caíra em desuso em Atenas, devido ao grande custo envolvido, tal como visto no dever cívico da liturgia. A fim de proporcionar às pessoas diversão menos dispendiosa e, ao mesmo tempo, intelectual, ele fez com que os poemas homéricos e outros fossem recitados no palco por rapsodistas.
De acordo com Estrabão, Demétrio inspirou a criação do Museu (Mouseion), a localização da Biblioteca de Alexandria, que foi modelado segundo o arranjo da escola de Aristóteles. O Museu continha um peripatos (passagem coberta), uma syssition (sala para refeições comunitárias) e uma organização categorizada de pergaminhos.
A fonte de informação mais antiga é um documento judaico chamado "carta de Arísteas" (passagem nr. 9), escrito entre 180 e 145 a.C., que atribui a Demétrio a fundação da Biblioteca de Alexandria sob Ptolomeu I Sóter. Outras fontes afirmam que foi criada sob o reinado de seu filho Ptolomeu II (283–246 aC). Na corte de Ptolomeu I Sóter permaneceu durante um longo período, e entre outras coisas aconselhou Ptolomeu a conferir o poder real aos filhos tidos de Euridice. Todavia, Ptolomeu não aceitou a sugestão e transmitiu o diadema ao filho tido de Berenice, que, após a morte de Ptolomeu, achou conveniente reter Demétrio como prisioneiro. Lá permaneceu Demétrio e, segundo nos informa Diógenes Laércio, viveu dominado por um profundo desalento e não se sabe como recebeu a picada de uma serpente na mão enquanto dormia e perdeu a vida.
Entre as frases atribuídas a Demétrio, uma afirma que "os jovens deviam respeitar em casa os pais, na rua todos que encontrassem, e quando sós deveriam respeitar-se a si mesmos" e outra "na prosperidade os amigos aparecem somente quando chamados, mas na adversidade acorrem espontaneamente".

## Obras
Segundo Diógenes Laércio algumas de suas obras foram:
- Da Legislação Ateniense, em cinco livros;
- Da Constituição dos Atenienses, em dois livros;
- Da Demagogia, em dois livros;
- Da Política, em dois livros;
- Das Leis, em um livro;
- Da Retórica, em dois livros;
- Da Estratégia, em dois livros;
- Sobre a Ilíada, em dois livros;
- Sobre a Odisséia, em quatro livros;
- Ptolomaios, em um livro;
- Do Amor, em um livro;
- Faidondas, em um livro;
- Máidon, em um livro;
- Clêon, em um livro;
- Sócrates, em um livro;
- Artaxerxes, em um livro;
- Sobre Homero, em um livro;
- Aristeides, em um livro;
- Aristômacos, em um livro;
- Exortação à filosofia, em um livro;
- Da Constituição, em um livro;
- Do Decênio de Governo, em um livro;
- Dos Iônios, em um livro;
- Da crença, em um livro;
- Da Gratidão, em um livro.